# سناء اتبرور
سناء اتبرور (به انگلیسی: Sanaa Atabrour) زاده ۲۸ فوریه ۱۹۸۹ است. او تکواندوکار زن کشور مراکش است. او در بازی‌های المپیک تابستانی ۲۰۱۲، در وزن ۴۹ کیولگرم زنان به رقابت پرداخت ولی در دور اول مسابقات از رقابت‌ها حذف شد.